# Peraleda de la Mata
Peraleda de la Mata és un municipi de la província de Càceres, a la comunitat autònoma d'Extremadura (Espanya).

## Límits del terme municipal
Peraleda de la Mata limita amb:
- Navalmoral de la Mata al nord-oest;
- Rosalejo al nord;
- Talayuela al nord-est;
- Oropesa (Toledo) i El Gordo a l'est;
- Bohonal de Ibor al sud;
- Valdehúncar al sud-oest;
- Millanes a l'oest.